# 鷹司冬通
鷹司冬通（たかつかさ ふゆみち）は、南北朝時代の公卿、従一位、関白、左大臣。鷹司家7代当主。
関白鷹司師平の子。

## 官職歴
- 暦応3年（1340年）11月27日 -貞和3年（1347年）11月16日 左近衛中将
- 暦応5年（1342年）3月30日 - 康永3年（1344年）7月29日 播磨権守
- 康永3年（1344年）7月29日 - 貞和3年（1347年）11月16日 権中納言
- 康永3年（1344年）9月23日 - 貞和4年（1348年）10月27日 春宮権大夫（興仁親王）
- 貞和3年（1347年）11月16日 - 延文5年（1360年）9月30日 権大納言
- 観応2年（1351年）4月16日 - 延文5年（1360年）11月 左近衛大将
- 延文5年（1360年）9月30日 - 貞治元年（1362年）12月27日 右大臣
- 貞治元年（1363年）12月27日 - 応安2年（1369年）11月4日 左大臣
- 貞治6年（1367年）8月27日 - 応安2年（1369年）11月4日 関白（後光厳天皇）

## 位階歴
- 暦応3年（1340年）8月22日 従五位上、11月20日 正五位下
- 暦応4年（1341年）3月6日 従四位下、5月26日 正四位下
- 暦応5年（1342年）1月5日 従三位
- 貞和2年（1346年）2月21日 正三位
- 貞和5年（1349年）1月5日 従二位
- 文和4年（1355年）8月13日 正二位
- 貞治2年（1363年）4月20日 従一位

## 系譜
- 父：鷹司師平
- 母：洞院吉子 - 洞院公賢の娘
- 妻：洞院公敏の娘
  - 男子：鷹司冬家
- 妻：洞院実夏の養女 - 洞院実世の娘
- 生母不明の子女
  - 女子：一条経嗣室
  - 男子：孝信 - 九条経教の猶子
  - 男子：孝尋 - 九条経教の猶子